# Leonard Bloomfield
Pour les articles homonymes, voir Bloomfield.
Leonard Bloomfield (1er avril 1887 - 18 avril 1949) est un linguiste américain qui a mené à un grand développement de la linguistique structurale aux États-Unis dans le courant des années 1930 et 1940. Il est considéré comme le père fondateur du distributionnalisme. En 1914, Leonard Bloomfield écrit An Introduction to the Study of Language qui sera titré Language à partir de son édition de 1933, destinée à un large public, dans laquelle il présente une description approfondie de la linguistique de son temps. Leonard Bloomfield a également porté d'importantes contributions à l'étude historique des langues indo-européennes ainsi qu'à la description des langues austronésiennes et algonquiennes.
L'approche linguistique initiée par Bloomfield a été caractérisée par une affirmation de bases scientifiques claires pour la linguistique. Après avoir été en contact avec les grammaires formelles du sanskrit et la linguistique européenne, Bloomfield adhère en effet au behaviorisme de B.F. Skinner. De ce mariage entre linguistique et behaviorisme naîtra le distributionnalisme, considérant les faits de langue du point de vue du comportement et mettant en particulier l'accent sur des démarches d'analyse formelle du langage sur des bases inductives. L'influence de la linguistique structurale bloomfieldienne a progressivement décliné dans les années 1950 et 1960, tandis que la théorie de la grammaire générative développée par Noam Chomsky était en plein essor.

## Biographie

### Enfance et éducation
Leonard Bloomfield est né à Chicago (Illinois) le 1er avril 1887. La famille de son père, Sigmund Bloomfield, s'est installée aux États-Unis alors que ce dernier était encore enfant, en 1868; c'est à leur arrivée dans le pays que le nom de famille originel de Blumenfeld est anglicisé en Bloomfield. L'oncle de Leonard, Maurice Bloomfield, devient par la suite un éminent linguiste de l'université Johns-Hopkins,, et sa tante, Fannie Bloomfield Zeisler, une pianiste-concertiste réputée. En 1896, la famille du jeune Leonard déménage de Chicago à Elkhart Lake (Wisconsin), ville dans laquelle il entre à l'école primaire. Mais au moment d'entrer en secondaire, sa famille retourne à Chicago.
Leonard Bloomfield poursuit son parcours scolaire secondaire au Harvard College de 1903 à 1906, recevant pour son diplôme la mention A.B.. Il entreprend alors des études supérieures à l'université de Wisconsin-Madison, dans laquelle il suit des cours d'allemand et de philologie germanique, complétant son programme par plusieurs cours dans d'autres langues indo-européennes. Une rencontre avec l'indo-européaniste Eduard Prokosch, professeur à l'université du Wisconsin, convainc Bloomfield de poursuivre une carrière en linguistique.
En 1908, Leonard Bloomfield se rend à l'université de Chicago, dans laquelle il fréquente notamment des cours données par Frances A. Wood and Carl Darling Buck. C'est Frances A. Wood en personne qui dirigera sa thèse de doctorat, intitulée A semasiologic differentiation in Germanic secondary Ablaut, qu'il présente avec succès en 1909. Entre 1913 et 1914, il décide de prolonger ses études en Allemagne, aux universités de Leipzig et de Göttingen, des études complémentaires en Europe étaient en effet requises pour être promu à un poste d'assistant en linguistique à l'université d'Illinois. Il a pour professeurs d'importants indo-européanistes de tradition néogrammairienne, tels qu'August Leskien, Karl Brugmann, ou encore Hermann Oldenberg, spécialiste du sanskrit védique. Bloomfield a également l'occasion de rencontrer à Göttingen le spécialiste du sanskrit Jacob Wackernagel, dont on considère que ce dernier a eu, avec la tradition d'analyse grammaticale rigoureuse associée à Pāṇini, une influence importante sur les travaux de Bloomfield, tant au niveau de son approche historique que dans ses travaux plus tardifs de linguistique descriptive,.

### Carrière professionnelle
Durant sa carrière académique, William Bloomfield a occupé les postes suivants :
– répétiteur d'allemand à l'université de Cincinnati (1909-1910) ;
– répétiteur d'allemand à l'université de l'Illinois à Urbana-Champaign (1910-1913) ;
– professeur adjoint de philologie comparée et d'allemand, également de l'université de l'Illinois (1913-1921) ;
– professeur ordinaire d'allemand et de linguistique à l'université d'État de l'Ohio (1921-1927) ;
– professeur de philologie germanique à l'université de Chicago (1927-1940) ;
– professeur émérite de linguistique à l'université Yale (1940-1949).
Durant l'été de l'année 1925, Leonard Bloomfield a travaillé avec la Commission géologique du Canada et dans la Compagnie canadienne des Mines, menant une recherche linguistique de terrain sur le Cree des Plaines. Ce poste lui avait été arrangé par l'intervention d'Edward Sapir, qui était directeur de la Division Anthropologie du Victoria Museum, de la Commission géologique du Canada ainsi que Compagnie canadienne des Mines,.
Leonard Bloomfield a été l'un des membres fondateurs de la Linguistic Society of America. En 1924, en collaboration avec George M. Bolling (université d'État de l'Ohio) et Edgar Sturtevant (université Yale), il forma un comité pour organiser la création de la Society, et a rédigé son appel à fondation,. Il a contribué à l'article principal du premier numéro du périodique Language, trimestriel de la Linguistic Society of America. En 1935, il en est devenu président. Il a enseigné à l'université d'été de la Société entre 1938 et 1941, les sessions de 1938 à 1940 s'étant tenues à Ann Arbor (Michigan) et la session de 1941 à Chapel Hill (Caroline du Nord),,.

## Travaux linguistiques

### Langues indo-européennes
À commencer par sa thèse de doctorat, les premiers travaux de Bloomfield étaient attachés à l'étude historique des langues germaniques. Ce domaine de recherche continuera de susciter son intérêt par la suite, comme en témoignent un certain nombre de publications sur la phonologie et la morphologie des langues germaniques et indo-européennes,. Ses études post-doctorales en Allemagne ont en outre encore approfondi sa connaissance de la tradition néogrammairienne, essentiellement tournée vers l'étude historique de l'indo-européen. Tout au long de sa carrière, mais essentiellement au début de celle-ci, Bloomfield a décrit avec insistance le principe néogrammairien du changement phonétique comme un concept fondamental la linguistique historique,.
Les travaux de Bloomfield sur l'indo-européen n'ont été, au-delà sa thèse, que limités à un article sur les consonnes palatales en sanskrit, et un autre article sur la tradition d'étude grammaticale formelle du sanskrit attribuée à Pāṇini. À ces deux articles s'ajoutent un certain nombre de lectures critiques d'autres parutions scientifiques sur les langues indo-européennes. Bloomfield a fait un usage poussé des théories indo-européennes pour expliquer les principes historiques et comparatifs de la linguistique, dans son livre An introduction to language (1914), et sa réédition Langage (1933), dont l'impact fut majeur. Dans la plupart de ses ouvrages, il a choisi nombre d'exemples soutenant l'hypothèse, centrale pour les néogrammairiens, de la régularité des changements phonétiques, et a relevé une série d'étapes essentielles pour la conduite de travaux comparatifs: (a) des données appropriées, sous forme textuelle, qui doivent être étudiées et analysées en profondeur; (b) l'application de la méthode d'analyse comparative; et enfin (c) la reconstruction des proto-formes  Il a en outre souligné l'importance de la dialectologie quand elle s'avérait nécessaire, et a identifié des facteurs sociologiques en jeu dans le changement phonétique, tels que la valorisation d'une façon de parler plus prestigieuse et l'impact de la signification. En plus des évolutions phonologiques régulières, Bloomfield a également traité des calques et des emprunts .
On peut soutenir que le travail de Bloomfield aura eu en la matière deux implications importantes. Bloomfield aurait ainsi « défini des bases claires à la linguistique de l'indo-européen [...] »; et « [...] fermement établi l'étude des langues indo-européennes dans la linguistique générale. [...] »

#### Travaux sur le sanskrit
Dans le cadre de sa formation donnée par des grands maîtres des langues indo-européennes en Allemagne, de 1913 à 1914, Bloomfield eut l'occasion d'étudier la tradition d'analyse grammaticale du sanskrit, dont l'origine remonte à Pāṇini, intellectuel ayant vécu dans le royaume de Gandhāra (Nord-Ouest de l'Inde), durant le VIe siècle av. J.-C.
La grammaire de Pāṇini est caractérisée par son extrême rigueur et la justesse de son énumération des formes linguistiques du sanskrit. D'après Bloomfield «Pāṇini donne la formation de tous les mots fléchis, composés ou dérivés, en donnant une indication précise des variations sonores (y compris les accents) et de la signification.»  Dans une lettre à l'algonquianiste Truman Michelson, Bloomfield e que «[s]es modèles [de pensée] sont [d'une part] Pāṇini, et [d'autre part] le type de travaux qu'a effectués [s]on enseignant, le professeur Wackernagel de Bâle, sur l'indo-européen.»
L'approche systématique d'analyse de Pāṇini recèle des éléments exploitables pour: (a) la formation des règles grammaticales, (b) l'inventaire des sons de la langue, (c) un listage des racines verbales, qu'il a organisées en sous-listes, et (d) une liste de classes de morphèmes  L'approche qu'a eue Bloomfield, dans son livre Language, des grands concepts de la linguistique, reflète le rôle décisif joué par Pāṇini dans son traitement de certains concepts fondamentaux tels que la forme linguistique, la forme libre, et bien d'autres encore. Pāṇini est également à l'origine de la catégorisation opérée par Bloomfield entre les composés endocentriques et exocentriques dans la description des mots composés . Des idées de Pāṇini se retrouvent également dans l'analyse bloomfieldienne de l'Ojibwa oriental (publiée à titre posthume en 1958), et en particulier dans son utilisation de la ion de morphème zéro, désignant morphème doté d'un signifié, mais dépourvu de réalisation orale. On remarque enfin l'influence de Pāṇini dans l'approche de bloomfieldienne des classes grammaticales (Bloomfield utilise le terme «classes formelles») dans l'Ojibwa oriental et plus tard dans son analyse de la langue Menominee, (publiée à titre posthume en 1962).

### Langues austronésiennes
Alors qu'il enseignait à l'université de l'Illinois, Bloomfield entreprit des recherches sur le tagalog, une langue austronésienne parlée dans les Philippines. Il effectua des travaux sur le terrain entre 1914 et 1917, en compagnie d'Alfredo Viola Santiago, suivant alors des études d'ingénieur à l'université. La recherche fut publiée en 1917 sous le titre de Tagalog texts with grammatical analysis; elle comprend une série de textes dictés par Santiago, accompagnés d'une description détaillée de grammaire et d'une analyse mot-à-mot de chaque élément textuel. Ces recherches sur le tagalog durèrent moins de deux ans entre le début des recherches de Bloomfield sur le terrain et la publication des résultats obtenus. Ils furent pourtant décrits comme «[...] le meilleur traitement qu'on eût réalisé d'une langue austronésienne [...] Le résultat en est une description du tagalog qui n'a jamais été dépassée en complétude, l'exactitude et la richesse des exemples donnés.»
La seule autre publication de Bloomfield sur une langue austronésienne fut un article sur la syntaxe de l'ilocano, basé sur des recherches menées avec un locuteur natif de l'ilocano qui était étudiant à l'université Yale. Cet article a été décrit comme un véritable «tour de force», en ce qu'il délivre en moins de sept pages une taxonomie syntaxique exhaustive de l'ilocano,."

### Langues algonquines
Les travaux de Bloomfield sur les langues algonquines comprenaient des aspects à la fois descriptifs et comparatifs. Bloomfield a principalement publié sur quatre langues algonquines : le fox, le cree, le menominee, et l'ojibwa, publiant leurs grammaires, leur lexique et des corpus de textes. Bloomfield a également utilisé les données recueillies dans ses travaux descriptifs pour mener des études comparatives qui ambitionnaient une reconstruction du proto-algonquin. Une première étude publiée par Bloomfield reconstitue ainsi le système sonore du proto-algonquin , tandis qu'un document ultérieur plus approfondi affine son analyse phonologique, en ajoutant de des informations historiques sur les caractéristiques générales de la grammaire algonquine.

#### Recherches de terrain
Bloomfield mena des recherches de terrain principalement sur le cree, le menominee et l'ojibwa, et analysa également un corpus de textes fox déjà publié auparavant. Ses premiers travaux sur l'algonquin, remontant à 1919, comprennent l'étude des corpus de texte en langue fox qui avaient été publiés auparavant par William Jones et Truman Michelson,. Travaillant à partir de ces corpus, Bloomfield extrait des informations grammaticales afin d'esquisser une grammaire du fox. Un lexique du fox, basé sur ses es de travail, a été publié à titre posthume.
Bloomfield mena des recherches de terrain sur menominee au cours des étés des années 1920 et 1921. À ces recherches de terrain s'ajoutent quelques brèves investigations sur le terrain en septembre 1939, des visites intermittentes de locuteurs natifs du menominee à Chicago au cours des années 1930, et enfin un certain nombre de correspondances, encore avec des locuteurs natifs durant la même période ,. Du matériau linguistique recueilli par Morris Swadesh entre 1937 et 1938, souvent en réponse à des demandes spécifiques de Bloomfield, a également complété ses informations sur la langue menominee . Les publications les plus importantes de Bloomfield sur le menominee comprennent un corpus de textes , une grammaire et un lexique (tous deux publiés à titre posthume),, auxquels vient s'ajouter un article sur les alternances phonologiques en menominee d'une certaine importance théorique.
En 1925, Bloomfield entreprit également des recherches sur le terrain parmi les locuteurs Cree des Plaines de deux réserves indiennes de la Saskatchewan : Sweet Grass et Star Blanket. Ces recherches de terrain ont abouti à la réalisation de deux recueils de textes, et un lexique publié à titre posthume,,. Bloomfield a également mené de brèves recherches de terrain sur les Cree Moskégons à The Pas (Manitoba). Ces travaux fournissent des données qui soutiennent l'hypothèse d'un changement phonologique prédictible qui ne souffrirait d'aucune exception.

#### Autres recherches
Les premières recherches de Bloomfield sur l'ojibwa ont été basées sur l'étude des textes recueillis par William Jones, en plus de grammaires et de dictionnaires datant du XIXe siècle,. Lors de la session de 1938 de l'université d'été de la Linguistic Society of America, qui s'était tenue à Ann Arbor sous l'organisation de l'université du Michigan, Bloomfield a donné plusieurs cours de méthodologie des études linguistiques de terrain en prenant pour sujet Andrew Medler, un locuteur du dialecte Ottawa qui était né à Saginaw (Michigan), mais avait passé la majeure partie de sa vie sur l'île Walpole (Ontario). La description grammaticale qui a résulté de ces séances, la série de phrases transcrites, les textes et le lexique de travail, ont été publiés à titre posthume en un seul volume. En 1941, Bloomfield a travaillé avec Angeline Williams, également locutrice du dialecte Ottawa, lors des cours d'été qu'il tint en 1941 à Chapel Hill (Caroline du Nord) pour l'université de Caroline du Nord. De ces travaux a demeuré un recueil de textes, publié à titre posthume.